# Ruth Schleiermacherová
Ruth Schleiermacherová (* 3. listopadu 1949 Wunsiedel), provdaná Budzischová, je bývalá východoněmecká rychlobruslařka.
Na velké mezinárodní akce poprvé startovala v roce 1967, kdy skončila na 27. místě na Mistrovství světa ve víceboji. O rok později byla osmnáctá, zúčastnila se také Zimních olympijských her 1968 (500 m – 16. místo, 1000 m – 12. místo, 1500 m – 8. místo). V roce 1969 dojela na vícebojařském šampionátu čtvrtá. Získala zlatou medaili na Mistrovství světa ve sprintu 1971, na evropském mistrovství 1971 byla devátá. V roce 1972 startovala na evropském šampionátu (16. místo) a na zimní olympiádě (500 m – 13. místo, 1000 m – 33. místo). Po sezóně 1971/1972 ukončila sportovní kariéru.